# Morfeus

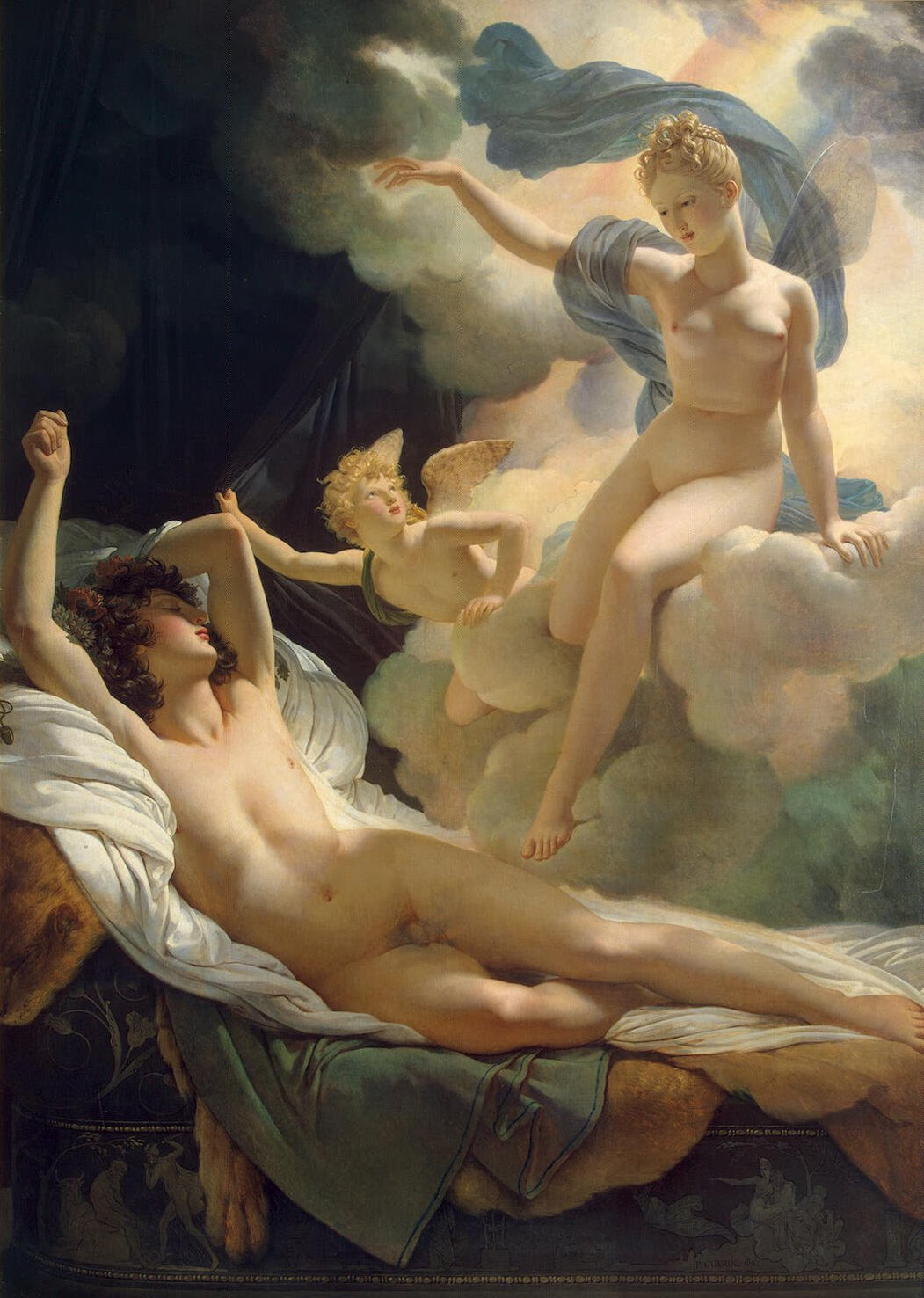
Morfeus och Iris. Målning av Pierre-Narcisse Guérin 1811

Morfeus (uttal -evs, latin Morpheus) är i grekisk mytologi en bevingad sömngud och drömmarnas gud. Han är son till Hypnos (Sömnen) med vilken han ofta förväxlas. Hypnos  i sin tur är tvillingbror till Thanatos, Döden. Morpheus är sonson till Nyx (Natten). Han hade tusen söner, som skulle avbilda drömmens alla ansikten. 
Morfeus är mera av litterär än religiös karaktär. Uttrycket "i Morfei armar" är en poetisk omskrivning för sömn. Läkemedlet morfin har fått sitt namn efter Morfeus.